# 集積点
数学における集積点（しゅうせきてん、英: accumulation point）あるいは極限点（きょくげんてん、英: limit point）は、位相空間 X の部分集合 S に対して定義される概念。（X の位相に関する x の任意の近傍が x 自身を除く S の点を含むという意味で）S によって「近似」できる X の点 x を S の集積点と呼ぶ。このとき、集積点 x は必ずしも S の点ではない。たとえば実数 R の部分集合 S = { 1/n | n ∈ N } を考えたとき点 0 は S の（唯一の）集積点である。集積点の概念は極限の概念を適切に一般化したもので、閉集合や閉包といった概念を下支えする。実際、集合が閉であることとそれが自身の集積点を全て含むことは同値で、集合に対する閉包作用はもとの集合にその集積点を付け加えることによる拡大操作としても捉えられる。
任意の有限区間または有界区間はそれが無限個の点を含むならば最少で一つの集積点を含む必要がある。しかし、さらに有界区間が無限個の点とただ一つの集積点を含むならば、区間内の任意の無限列がその唯一の集積点に収束する。

## 定義
位相空間 X の部分集合 S に対し、X の点 x が S の集積点であるとは、x を含む任意の開集合が少なくとも一つの x と異なる S の点を含むことを指す。 
この条件は T1-空間においては、x の任意の近傍が S の点を無限に含むという条件に同値である（この条件は、もとの定義が「開近傍」を用いて集積点の判定を行うところを、開に限らない「一般の近傍」を使って行うことができるので、しばしば有用である）。
あるいは空間 X がフレシェ・ウリゾーン空間の場合には、x ∈ X が S の集積点であるための必要十分条件は、x を極限に持つような S ∖ {x} の可算列が存在することである。それゆえ x は極限点と呼ばれる。

## 極限点の種類
- x を含む任意の開集合が無限に多くの S の点を含むとき、集積点 x を特に S の ω-集積点 (ω-accumulation point) という。
- x を含む任意の開集合が非可算無限個の S の点を含むとき、集積点 x を特に S の凝集点 (condensation point) という。
- x を含む任意の開集合 U について |U ∩ S| = |S| が満たされるとき、集積点 x を特に S の完全集積点 (complete accumulation point) という。

X の点 x が点列 (xn)n∈N の密集点 (cluster point) であるとは、x の任意の近傍 V に対し xn ∈ V なる自然数nが無限に存在するときにいう。空間が列収束ならば、これは点列 (xn)n∈N の部分列で x を極限とするものがあることと同値である。
ネットの概念は点列の概念を一般化したもので、ネットに関する密集点の概念は凝集点と ω-集積点の概念をともに一般化するものになっている。集積および集積点の概念は同じようにフィルターに対しても定義することができる。
点列の密集点全体の成す集合は、しばしば極限集合と呼ばれる。

## いくつかの事実について
集積点の特徴づけとして
「x が S の集積点となる必要十分条件は、x が S ∖ {x} の閉包に含まれることである」
を挙げることができる。実際、ある点 y がある集合 T の閉包に属することと y の任意の近傍が T と交わりを持つことが同値であるから、x の任意の近傍が x と異なる S の元を含む（⇔ x の任意の近傍が S ∖ {x} と交わる）という条件は、すなわち x が S ∖ {x} の閉包に属すると言う条件に他ならない。L(S) を S の集積点全体の成す集合とすると、S の閉包について
「S の閉包 cl(S) は S と L(S) との和集合に等しい」
という特徴づけが得られる。実際（cl(S) ⊂ S ∪ L(S) について）、x が S の閉包に属するとすると、x が S に属する場合は何もすることは無いが、そうでない場合は x の任意の近傍が S の点を含み、それは x と異なる（すなわち、x は S の集積点で L(S) に属す）。逆に（cl(S) ⊃ S ∪ L(S) について）、S は明らかに S の閉包に属し、L(S) の元 x についてはx の任意の近傍が（x と異なる）S の点を含むから、やはり x は S の閉包に属する。また、この結果の系として、閉集合の特徴づけ
「S が閉集合であるための必要十分条件は、S がその集積点を全て含むことである」
が得られる。実際、S が閉 ⇔ S = cl(S) ⇔ S = S ∪ L(S) となるが、これは L(S) は S に含まれるという条件に他ならない。あるいは次のようにしても分かる。S が閉で x が S の集積点であるとき、もし x が S に属さないとすると S の開近傍で S の補集合に包まれるものがあることになるが、それは S の点を含まないので x が S の集積点であったことに反する。逆に S が全ての集積点を含むとすると、S の補集合が開であることを示せる。実際、x を S の補集合の元とすると仮定により x は集積点でないから、x の開近傍 U で S と交わらないものが取れて、U は S の補集合に包まれる。これは S の補集合の各点で成り立つから、S の補集合は各点の開近傍の和として書けることになり、S の補集合は開となる。
孤立点はいかなる集合の集積点にもならない。実際、x が孤立点ならば {x} は x の近傍となるが、これは x 以外の点を含まない。空間 X が離散的ならば任意の点が孤立点ゆえ、集積点を持つような X の部分集合は存在しない。X が離散的でないとき、単元集合 {x} が開でないような点 x が存在するから、x の任意の開近傍は x と異なる点を含み、x は X の集積点となる。したがって、位相空間 X が離散であるための必要十分条件は、X が集積点を持つ部分集合を持たないことである。
空間 X が密着位相を持ち、S が X の二元以上を含む部分集合とすると X の全ての元が S の集積点である。また S が単元集合の場合も、X ∖ S の各点は S の集積点である。実際、S ∖ {x} が空でない限りその閉包は自動的に X しかありえない。一方、S ∖ {x} が空となるのは S が空であるか x が S の唯一の元であるときに限る。
定義により、任意の集積点は触点である。